# Die Werft zum grauen Hecht
Die Werft zum grauen Hecht ist ein Liebesfilm des Regisseurs Frank Wysbar, der auch das Drehbuch schrieb, aus dem Jahr 1935. In der Hauptrolle verkörpert Hermann Speelmans den Automechaniker Otto Menzel.

## Handlung
Otto Menzel, seines Zeichens ein Automechaniker mit Leib und Seele, ist mit Mila Schellhase befreundet, die ihn dazu auffordert, sie doch endlich zur Frau zu nehmen. Otto hegt jedoch noch Bedenken und weiß nicht so recht, wie er sich dieser Situation entziehen kann, ohne Mila zu beleidigen. Da kommt ihm sein Freund und Arbeitskollege Franz Boehm gerade Recht, der Otto eine Anstellung bei Bernhard Münchow verschafft, der Besitzer einer Autowerkstatt ist, die etwas abgelegen ist. In seiner neuen Anstellung erhofft sich Otto etwas Abstand zu seiner Freundin, die ihn zu einer Entscheidung bezüglich der Hochzeit drängt.
Der Zufall will es, dass Otto dort aber die attraktive Käthe, die Tochter des Eigentümers der Werft „Zum grauen Hecht“, kennenlernt und sich in sie verliebt. Aber er hat nicht mit Ladewig gerechnet, der auch in Käthe verliebt ist und somit einen direkten Rivalen darstellt. Ladewig erfährt, dass Otto eigentlich mit Mila zusammen ist, und sorgt dafür, dass sie ihn findet.
Die Handlung des Films erfährt eine Wendung, als sich Mila in den Werkstattbesitzer Bernhard Münchow verliebt. Erneut verkompliziert sich die Lage, als sie erfährt, dass er es nur auf ihr finanzielles Vermögen abgesehen hat.
Nach zahlreichen Missverständnissen nimmt die Handlung des Films jedoch ein gutes Ende, mit dem alle Beteiligten einigermaßen leben können.

## Erscheinungstermine und abweichende Filmtitel
Der Film kam am 22. August 1935 in die deutschen Kinos. In den USA wurde er am 17. April 1938 uraufgeführt (dort unter dem internationalen Titel The Grey Pikes Wharf). In den österreichischen Verleih kam er unter dem Titel Der Liebeshafen.

## Filmzensur
Das NS-Regime überprüfte den Film im Rahmen der damals üblichen Filmzensur auf eventuell dem Regime abträgliche Inhalte. Es erfolgten mehrere Sichtungen; am 20. August 1935 erfolgte die erste Prüfung, die mit dem Beschluss B.39887 den Film für Jugendfrei erklärte. Eine Nachprüfung fand am 13. November 1943 statt, die mit dem gleichen Ergebnis endete. Am 20. November desselben Jahres erfolgte erneut eine Sichtung des NS-Regimes, die erneut, und diesmal endgültig, mit dem Beschluss B.56199 dem Film das Attribut Jugendfrei verlieh.

## Produktionsnotizen
Eugen Klagemann fotografierte die Darsteller auf dem Set. Robert A. Dietrich entwarf die Filmbauten, während Friedrich Wilhelm Rust für die Filmmusik zuständig war. In dieser Eigenschaft dirigierte Friedrich Wilhelm Rust auch das Orchester. Des Weiteren stammen auch die Liedtexte aus seiner Feder.